# Битва при Ельґаросі
Битва при Ельґаросі — битва, що сталася 14 листопада 1205 року в королівському маєтку Ельґарос на півночі Вестерйотланду між династіями Сверкерів та Еріків, які билися за шведську корону. Перша згадка про битву зазначена у Chronologia Vetus, приблизно після 1260-х років. Там немає іншої інформації, крім згадки про битву в Ельґаросі у 1205 році. Пізніші джерела початку XIII століття визначають дату битви в листопаді, ймовірно, на досить твердих підставах.

## Передумови
Четверо синів колишнього короля Кнута I увійшли в конфлікт із королем Сверкером II приблизно 1204 року і шукали підтримки серед партії біркебейнерів у Норвегії. Лідер біркебейнерів ярл Гокон Божевільний у січні 1205 висунув свої вимоги. Брати, з яких тільки Ерік Кнутссон відомий на ім'я, повернулися до Швеції того ж року. Наскільки вони мали норвезьку військову підтримку, неясно.

## Битва
Восени 1205 брати перебували в маєтку Ельґарос, коли на них напав клан Сверкера. У битві всі брати були вбиті, крім Еріка. Скупі джерела ясно показують, що це була битва, а не просто масова різанина. Еріку вдалося втекти, відповідно до набагато пізніших переказів, вивезеним із місця битви легендарним Фале Бюре.
Маєток був повністю спалений і занедбаний, і з того часу невідомо, де він знаходився. Усні перекази кажуть, що це було «за 2000 кроків від церкви Ельґарос у тому напрямку, де сонце сходить у вересні».

## Наслідки
Після поразки династії Еріків у цій битві Ерік вирушив до Норвегії, де пробув упродовж наступних 2-3 років. Він повернувся зі свого заслання у 1207—1208 роках і став королем Швеції після того, як переміг Сверкера у битві під Леною. Сверкер пізніше був убитий у битві при Єстільрені 1210 року.